# Karl Friedrich Küstner

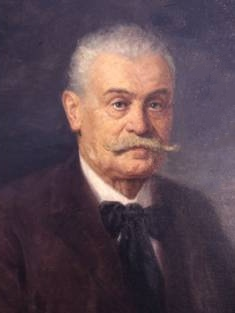
Karl Friedrich Küstner

Karl Friedrich Küstner (* 22. August 1856 in Görlitz; † 15. Oktober 1936 in Mehlem (heute Ortsteil von Bonn)) war Astronomie-Professor in Bonn. Er gilt als der Entdecker der Polbewegung des Erdkörpers.

## Leben
Küstner arbeitete als Observator an der Hamburger Sternwarte und seit 1884 an der Berliner Sternwarte. Von 1891 bis 1925 war er Direktor der königlichen Sternwarte Bonn  (sein Vorgänger dort war Eduard Schönfeld).
Um 1887 hatte die Regierung die Beschaffung eines Refraktors bewilligt. Küstner wählte ein Doppelrefraktor mit 5 Meter Brennweite. Das eine Rohr diente der optischen Beobachtung sowie der genauen Nachführung des Teleskops, das andere war für die fotografischen Aufnahmen ausgelegt. So leitete er den Wechsel von der visuellen zur fotografischen Astronomie ein.

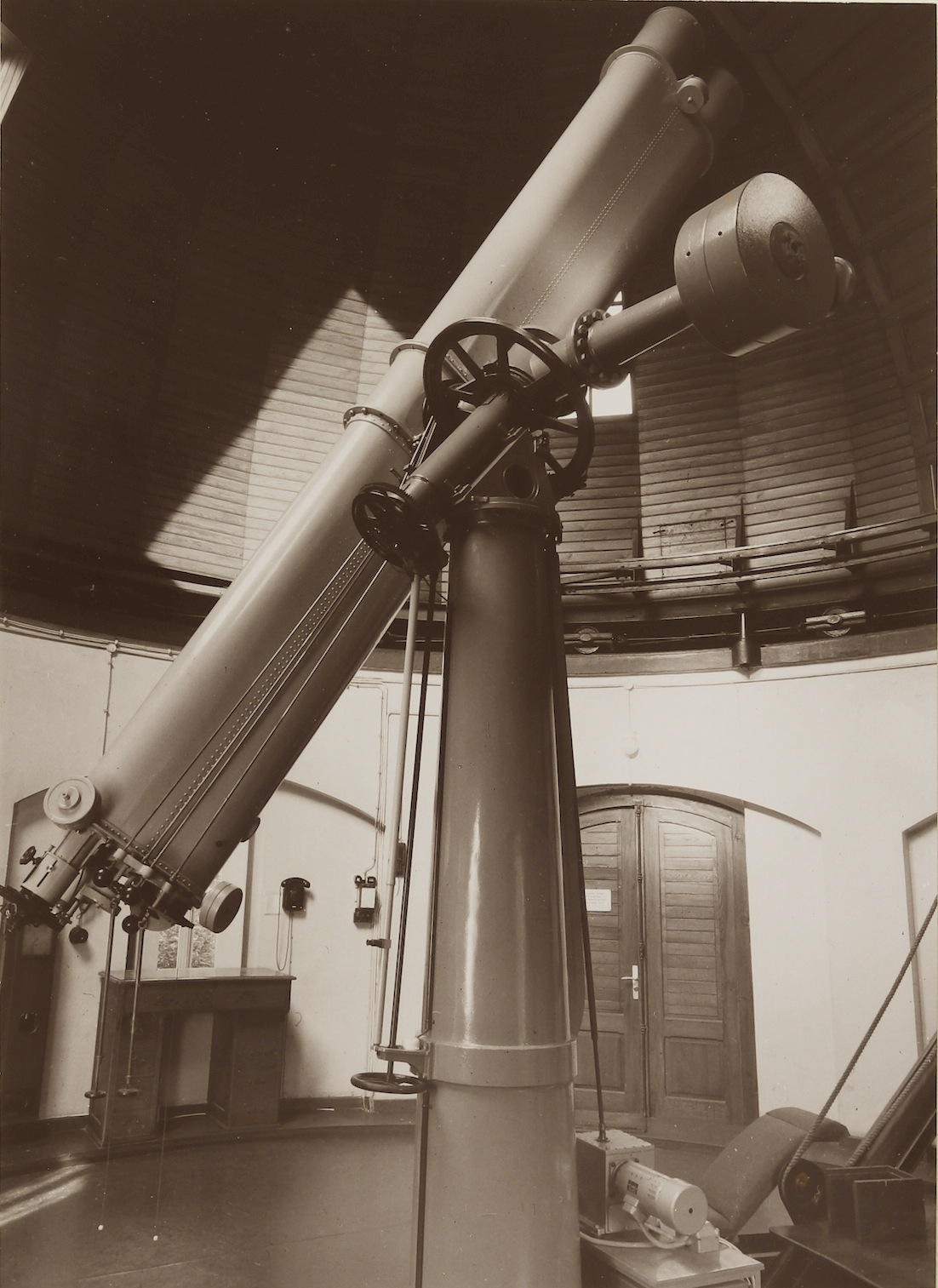
Der Doppelrefraktor in seinem Kuppelgebäude in Bonn

1900 konnte Küstner mit seinen Aufnahmen beginnen. Er machte Messungen vorwiegend an Sternhaufen mit dem Ziel, darin die relativen Positionen der Sterne zu bestimmen, aber auch, um aus über Jahre zu sammelnde Aufnahmen möglicherweise relative Bewegungen (Eigenbewegungen) zu gewinnen. Sein Nachlass enthielt aus den Jahren 1900 bis 1922 etwa 600 astronomische Aufnahmen auf Glas. Durch ihre hohe Qualität dienten diese Platten Jahrzehnte später als Grundlage für das aufblühen der Bonner Astrometrie und die Bonner Eigenbewegungs-Studien. 1911 bis 1912 amtierte er als Rektor der Bonner Universität.
Schon vor seiner Bonner Zeit konnte Küstner 1885 bis 1888 die bereits von Friedrich Wilhelm Bessel vermutete Annahme bestätigen, dass in längeren Messreihen der Polhöhe (geografische Breite) ein kleiner periodischer Einfluss von etwa 0,3" (10 Meter) auftritt. Er macht nur etwa ein Millionstel des Erdradius aus, lag also damals an der Grenze der Nachweisbarkeit. Nach heutigen Erkenntnissen verläuft die Polbewegung in Form einer Spiralen-Schwingung von 5 bis 10 Metern Amplitude und einer Periodendauer von etwa 430 Tagen (Chandler-Periode).
Aufgrund der Entdeckung Küstners, die unter anderem Seth Carlo Chandler und Richard Schumann näher untersuchten, gründeten die Astronomen den Internationalen Breitendienst mit weltweit fünf Observatorien auf 39° geografischer Breite (später International Polar Motion Service (IPMS) und International Earth Rotation and Reference Systems Service (IERS, Internationaler Erdrotationsdienst)).
Küstner ermittelte 1905 die Sonnenparallaxe und die Aberrationskonstante aus spektrografischen Messungen. Auch erstellte er 1908 einen Sternkatalog mit 10.663 genauen Sternörtern.

## Ehrungen
- 1910 erhielt Küstner die Goldmedaille der Royal Astronomical Society.
- Im selben Jahr wurde er zum Mitglied der Leopoldina und zum korrespondierenden Mitglied der Preußischen Akademie der Wissenschaften gewählt.
- Seit 1913 war Küstner Mitglied der National Academy of Sciences
- 1917 wurde er zum korrespondierenden Mitglied der Göttinger Akademie der Wissenschaften gewählt.[1]
- Zumindest in den 1930er-Jahren gab es in Görlitz (Zgorzelec) eine Friedrich-Küstner-Straße.